# Holger Gilbert-Jespersen
Holger Gilbert-Jespersen, född 22 september 1890 i Ordrup, död 30 juli 1975 i Vig Lyng, var en dansk flöjtist.
Gilbert-Jespersen var elev vid Det Kongelige Danske Musikkonservatorium och var senare i Paris lärjunge till Adolphe Hennebains och Philippe Gaubert. Han var medlem av Det Kongelige Kapel 1927–56 samtidigt som han med iver deltog i det köpenhamnska konsertlivet som solo- och kammarmusiker. Han var medlem av Den danske Kvartet.
Gilbert-Jespersen var lärare vid Det Kongelige Danske Musikkonservatorium till 1962 och extra ordinarie professor där 1959–60. Han tilldelades Carl Nielsen-priset 1954, det danska grammofonpriset 1955, danska kulturfondens hederspris 1958, Schyttes hederspris 1960 samt Vera och direktör Carl Johan Michaelsens hederspris samma år.

## Utmärkelser
- Riddare av Dannebrogorden,  1960[2]

[Redigera Wikidata]